# Julius Weissenborn
Christian Julius Weissenborn (ur. 13 kwietnia 1837 w Friedrichs-Tanneck k. Eisenberga, Niemcy; zm. 21 kwietnia 1888 w Lipsku) – niemiecki fagocista, pedagog i kompozytor. 

## Życiorys
Pierwszy fagocista Leipzig Gewandhaus Orchestra. Znany przede wszystkim jako autor trzytomowego podręcznika gry na fagocie.